# 인의초등학교
인의초등학교는 대한민국 경상북도 구미시에 있는 초등학교다.

## 학교 연혁
- 1997.08.27	인의초등학교 설립 인가
- 1999.02.23	신축 교사 준공
- 1999.03.01	인의초등학교 개교, 12학급 편성
- 1999.09.05	교가, 교표 제정
- 1999.09.28	교기, 우승기 제작
- 2000.03.03	병설 유치원 개원
- 2006.03.01	경상북도교육청지정 시범학교 운영(2년) (상호작용 웹 기반 수업을 통한 문제해결능력 신장)
- 2006.03.01	교육복지투자우선지역 지원사업 선정(5년)
- 2007.12.05	경상북도 교육정보화 우수학교 선정
- 2007.12.24	교육부 100대 교육과정 최우수학교 선정(독서논술분야)
- 2009.09.01	경상북도교육청지정 시범학교 운영(6개월) (2009 하반기 교원능력개발평가)
- 2010.03.01	교육과학기술부요청 경상북도지정 시범학교 운영(2년) (2009 개정 교육과정 연계 경제 체험 프로그램 적용을 통한 바람직한 경제생활 태도 함양)
- 2013.02.19	제 14회 졸업
- 2013.03.01	30학급 편성(815명), 병설유치원 3학급(55명)
- 2014.03.01	경상북도교육청지정 교육과정 정책연구학교 운영(1년)
- 2014.09.01	9대 박여석 교장 부임